# Daramulunia gibbosa
Daramulunia gibbosa är en spindelart som först beskrevs av Ludwig Carl Christian Koch 1872.  Daramulunia gibbosa ingår i släktet Daramulunia och familjen krusnätsspindlar.
Artens utbredningsområde är Samoa. Inga underarter finns listade i Catalogue of Life.